# Otterden
Otterden är en civil parish i grevskapet Kent i sydöstra England. Den ligger i distriktet Maidstone och utgörs av ett landsbygdsområde, beläget nordost om Lenham. Civil parishen hade 152 invånare vid folkräkningen år 2021.